# Memorijalni turnir prof. Slaven Jurić
Memorijalni turnir prof. Slaven Jurić (također i Memorijal Slavena Jurića) je nogometni turnir za seniorske klubove kojeg organizira klub Omladinac iz Vranjica od 2003. godine. 
 Turnir se tradicionalno igra na ljeto, a na njemu nastupaju četiri kluba, uglavnom s područja Splitsko-dalmatinske županije. 

Prof. Slaven Jurić (31. listopada 1937. – 16. ožujka 2003.) je bio dugogodišnji djelatnik Omladinca, njegov tajnik i predsjednik Nadzornog odbora. Također je bio poznat i kao lektor.

## Pobjednici i sudionici
| godina | pobjednik              | drugoplasirani        | ostali sudionici                            | napomene                                                       |
| ------ | ---------------------- | --------------------- | ------------------------------------------- | -------------------------------------------------------------- |
| 2003.  | Solin Građa            | Šibenik               | Imotski Omladinac Vranjic                   |                                                                |
| 2004.  | Posušje                | Šibenik               | Omladinac Vranjic Solin Građa               |                                                                |
| 2005.  | Solin                  | Jadran Kaštel Sućurac | Omladinac Vranjic Šibenik                   |                                                                |
| 2006.  | Solin                  | Imotski               | GOŠK AC Kaštel Gomilica Omladinac Vranjic   |                                                                |
| 2007.  | Novalja                | Solin                 | Jadran Kaštel Sućurac Omladinac Vranjic     |                                                                |
| 2008.  | Solin                  | Zagora Unešić         | Omladinac Vranjic Poljičanin 2008 Srinjine  |                                                                |
| 2009.  | Solin                  | Jadran Kaštel Sućurac | Imotski Omladinac Vranjic                   |                                                                |
| 2010.  | Jadran Kaštel Sućurac  | Omladinac Vranjic     | Hajduk II Split Solin                       |                                                                |
| 2011.  | Primorac 1929 Stobreč  | Omladinac Vranjic     | Jadran Kaštel Sućurac Solin                 |                                                                |
| 2012.  | Solin                  | Omladinac Vranjic     | Jadran Kaštel Sućurac Primorac 1929 Stobreč |                                                                |
| 2013.  | Jadran Kaštel Sućurac  | Solin                 | Omladinac Vranjic Primorac 1929 Stobreč     |                                                                |
| 2014.  | Solin                  | Primorac 1929 Stobreč | Hajduk B Split Omladinac Vranjic            |                                                                |
| 2015.  | Solin                  | Hajduk B Split        | BŠK Zmaj Blato Omladinac Vranjic            |                                                                |
| 2016.  | Solin                  | Hajduk II Split       | BŠK Zmaj Blato Omladinac Vranjic            |                                                                |
| 2017.  | Solin                  | BŠK Zmaj Blato        | Hajduk II Split Omladinac Vranjic           |                                                                |
| 2018.  | Solin                  | Omladinac Vranjic     | BŠK Zmaj Blato Omiš                         |                                                                |
| 2019.  | Omladinac Vranjic      | Solin                 | Uskok Klis Zagora Unešić                    |                                                                |
| 2020.  | Hajduk Split (juniori) | Omladinac Vranjic     | Solin Zagora Unešić                         | završni susret odlučen nakon raspucavanja jedanaesteraca       |
| 2021.  | Solin                  | Zagora Unešić         | Omladinac Vranjic Sloga Mravince            |                                                                |
| 2022.  | Omladinac Vranjic      | Sloga Mravince        | Solin II Zagora Unešić                      | završni susret odlučen nakon raspucavanja jedanaesteraca       |
| 2023.  | Solin                  | Sloga Mravince        | Omladinac Vranjic Zagora Unešić             | završni susret odlučen nakon raspucavanja jedanaesteraca       |
| 2024.  | Sloga Mravince         | Zagora Unešić         | Omladinac Vranjic Solin                     | susret završnice nije odigran – "Zagora" odustala od završnice |
| 2025.  | Solin                  | Uskok Klis            | Sloga Mravince Omladinac Vranjic            | završni susret odlučen nakon raspucavanja jedanaesteraca       |